# Ela Longespée (Adlige, † vor 1299)
Ela Longespée (verheiratet als Ela Audley) († vor 22. November 1299) war eine englische Adlige.

## Leben
Ela Longespée war eine Tochter von William Longespée of Salisbury und dessen Frau Idoine de Camville. Ihre Eltern hatten zwischen 1226 und 1230 geheiratet. 1244 heiratete Ela James Audley, einen Baron mit Besitzungen in Staffordshire und Shropshire. Als Mitgift brachte sie das Gut von Stratton in Oxfordshire mit in die Ehe. Wahrscheinlich lebte Ela ab 1266 getrennt von ihrem Mann,·doch nach seinem Tod 1272 hatte sie ein Anspruch auf ein Wittum. Mit ihrem Mann hatte sie mindestens fünf Söhne und eine Tochter, darunter:
- James Audley (1250–1273)
- Henry Audley (1251–1276)
- William Audley (1253–1282)
- Nicholas Audley (vor 1258–1299)
- Hugh Audley (um 1267–um 1325)

Nach dem Tod ihrer älteren Söhne erbte schließlich ihr vierter Sohn Nicholas Audley die Besitzungen ihres Mannes. Sein Erbe war durch das Wittum seiner Mutter erheblich geschmälert. Ela vererbte ihrem jüngsten Sohn Hugh Audley Stratton, das Teil ihrer Mitgift gewesen war.